# Cha khỉ già từ bi

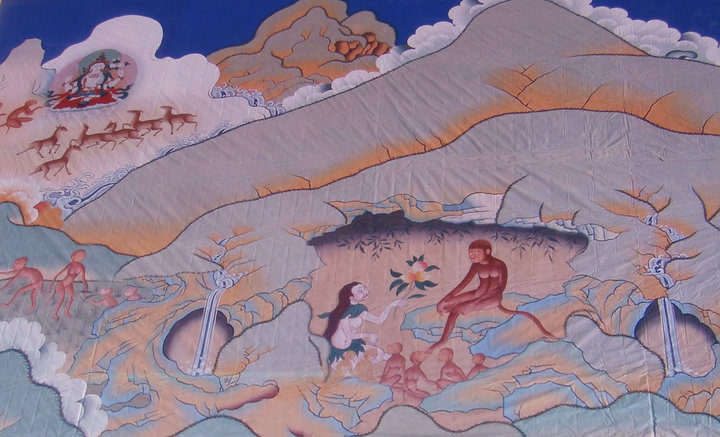
Cha khỉ già từ bi

Cha khỉ già từ bi (tiếng Tạng: ཕ་སྤྲེལ་རྒན་བྱང་ཆུབ་སེམས་པ, phiên âm THL: Pa trelgen jangchup sempé) là tổ tiên trong truyền thuyết của người Tạng, ông là một trong những biểu tượng của văn hóa Tây Tạng bên cạnh vua Gesar và Quán Thế Âm .

## Những người Tạng đầu tiên
Thuở sơ khai, thế giới bị bao phủ bởi nước, dần dần nước bốc hơi, nhường chỗ cho sự sống của muôn loài. Cha khỉ đã tới núi Gongori tại vùng Ü-Tsang ngập nước để thiền định và theo đuổi cuộc sống khổ hạnh, trinh khiết. Một ngày nọ, một nữ yêu đã tới để quyến rũ cha, bà thường được xem là hiện thân của Đa La Bồ Tát (Jetsun Dolma trong tiếng Tạng), biểu tượng của lòng từ bi và là người bảo hộ cho thương nhân và lữ khách. Bà đe dọa rằng nếu cha khỉ từ chối bà, bà sẽ giao phối với một con quỷ và sinh ra vô số yêu ma hủy diệt sự sống.
Cha khỉ đành nhượng bộ và xin phép Quán Thế Âm để được kết hôn với nữ yêu. Quán Thế Âm ban phước cho cả hai, vài tháng sau sinh hạ được sáu khỉ con. Cha khỉ để sáu khỉ con lớn lên trong rừng, nhưng ba năm sau ông phát hiện rằng chúng đã trở thành năm trăm con. Trái rừng không còn đủ nữa, bầy khỉ con cầu xin cha khỉ giúp chúng tìm thức ăn. Không biết phải làm thế nào, cha khỉ đành lại đi cầu thần từ bi.
Sau đó Quán Thế Âm tới Sumeru (được cho là núi Kailash ngày nay), chốn linh thiêng của đạo Phật, đạo Hindu, đạo Jaina và đạo Bön. Một số thuyết cho rằng ông đã lấy một nắm lúa mạch, số khác lại cho rằng ông đã tạo ra ra năm loại ngũ cốc từ cơ thể của mình để đưa cho cha khỉ. Sau đó cha khỉ học nông nghiệp và sau một vụ mùa bội thu, ông đã có đủ thức ăn cho con của mình. Khi ăn ngũ cốc, đàn khỉ con dần rụng lông và đuôi. Chúng bắt đầu sử dụng dụng cụ từ xương và đá, rồi may quần áo và xây nhà, bước đầu gây dựng nên nền văn minh của người Tạng sau này.

## Dị bản
Một số dị bản kể rằng, nhìn thế giới bị bao trùm bởi quỷ dữ, Quán Thế Âm Bồ Tát động lòng từ bi, đã hóa thân thành một con khỉ và giao phối với nữ thạch yêu Ma Drag Sinmo. Từ đó sinh ra sau khỉ con, đại diện cho sáu thị tộc chính của người Tạng .